# Kirchheim an der Weinstraße
Kirchheim an der Weinstraße is een plaats in de Duitse deelstaat Rijnland-Palts, en maakt deel uit van de Landkreis Bad Dürkheim.
Kirchheim an der Weinstraße telt 1.953 inwoners.

## Bestuur
De plaats is een Ortsgemeinde en maakt deel uit van de Verbandsgemeinde Grünstadt-Land.